# PALT

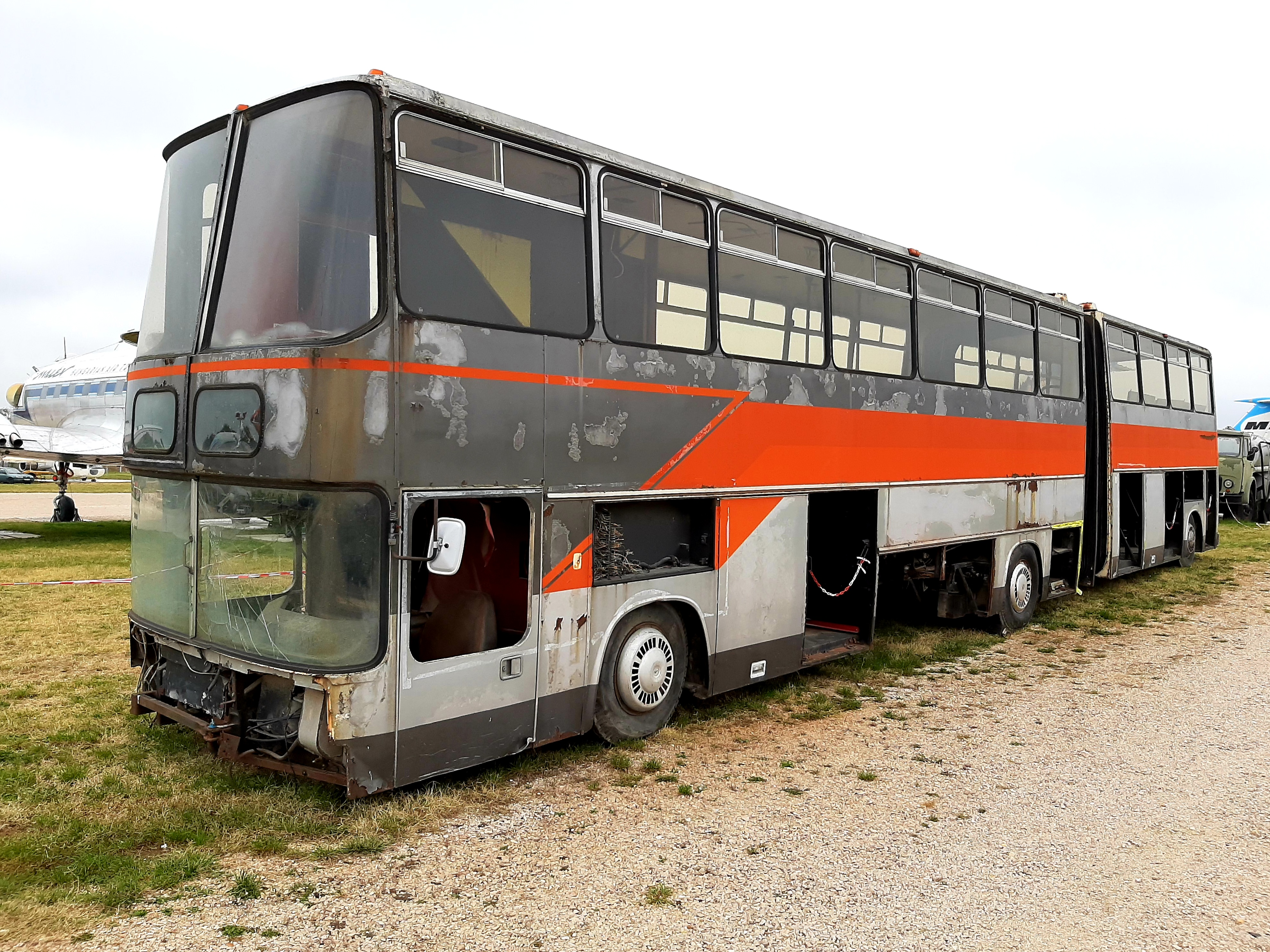
Az Aeroparkban kiállított Ikarus 695.02 prototípus

A PALT (Passengers And Luggage Together) az Ikarus, az AUTÓKUT (Autóipari Kutató Intézet), és a Csepel Autógyár közös tervezete volt a hetvenes évek végén, melynek lényege, hogy repülőtéri utasokat a repülőgépről a poggyászaikkal együtt juttassák a reptéri terminálhoz, majd későbbi elképzelés szerint már közvetlenül a szállodába, vagy egyéb szálláshelyre, aztán ugyanígy vissza a repülőhöz, emiatt egy ideig UPEM (Utast és Poggyászt Együtt Mozgató) néven is futott. A terv az akkor újonnan épülő Ferihegyi repülőtér 2-es termináljának kapcsán merült fel. A cél a reptéri utas- és poggyászforgalom felgyorsítása lett volna, mellyel a költségesebb szállító és berakodó infrastruktúrák is megspórolhatóak lettek volna. Ehhez kapcsolódóan az Ikarus több kísérleti buszt is készített, de a projekt ezen túl sosem került közelebb a megvalósuláshoz. A terv a Washington Dulles nemzetközi repülőtéren és más külföldi reptereken üzemelő transzferjárműves rendszerekhez lett volna hasonlatos.

## Története
Az első PALT rendszerű autóbusz az 1982-ben bemutatott Ikarus 692.01 volt. A négytengelyes, elöl-hátul ikertengelyes, két vezetőállásos jármű alsó részén 30 köbméternyi hely állt rendelkezésre a csomagoknak, fölötte foglaltak helyet az utasok, valamint itt helyezték el a jármű jellegzetességének is tekinthető összecsukható beszállóhidat is. Ennek több szelvényből álló, lépcsőzetesen felemelkedő szerkezete belül valóban lépcsőként funkcionált, azon felmenve lehetett a híd végén lévő, repülőgéptörzshöz illeszkedő homorú karimás kapuzaton át a repülőbe szállni, vagy ugyanígy elhagyni azt a buszba érkezve. A vezető itt egy, az összecsukot híd alatti kis, alacsony vezetőállásban foglalhatott helyet, míg hátul az utastérrel egy szintben képezték ki azt. A poggyászok ez alatt, a busz hátoldalán lévő ajtókon keresztül kerültek a csomagtérbe, speciálisan kialakított U alakú konténerekben. Ez a busz még csak a repülőtéren üzemelt volna a repülő és a terminál között, meghajtását soros hathengeres, fekvő Rába-MAN D2356 HM6U dízel motor szolgáltatta volna, 220 lóerővel.
Két év múlva, 1984-ben mutatták be a következő PALT rendszerű buszt, mellyel már a közúti forgalmat is megcélozták, ezzel a tervek szerint egészen a szállodáig is elfuvarozhatóak lettek volna az utasok. Ez volt az Ikarus 695, a buszgyár legnagyobb járműve: egy 18 méteres emeletes csuklós busz, csaknem négy méteres magassággal. Egyszerre két példány is készült, az egyajtós 695.01, a kétajtós 695.02 típusszámot kapta. A 695-ös már sokkal inkább mutatta az akkori kor elterjedt 200-as buszcsaláddal való kapcsolatát, mivel a busz annak csuklós típusán alapult, megjelenésében a megszokott városi és távolsági csuklós 200-asok egy magasított változatának is tűnhetett, leszámítva, hogy három-négy ajtó helyett a 01-esnek egy darab, 200-as turistabuszokról ismerős bolygóajtaja volt az első rész közepén, míg a 02-esnek két darab, az első mellett a hátsó részének a legvégén is. Érdekesség még, hogy a jellegzetes kocka alakú hátsó lámpákból kettő helyett négy garnitúra került a buszok hátfalára. A 695-ösök is ugyanolyan lépcsőzetes beszállóhidat kaptak, mint a korábbi típus, mely a buszok jobb első részét tették ki. Felemelkedés után a busz itteni homlokfalát is fel kellett emelni a repülőbe való beszálláshoz, de mivel itt nem volt profilkarima, korlátok kerültek elhelyezésre a híd két oldalán. A felépítés miatt itt is alacsony vezetőállás került kialakításra. A 695-ösök mozgatását Rába-MAN D2356 HM6U vagy Steyr motorok végezték. A busszal közúti forgalomban is végeztek próbautakat, de ekkor már látszott, hogy a PALT nem kivitelezhető elképzelés: a buszok fejlesztési költsége, a reptéri szabványoktól való eltérés, főleg az utasok és poggyászaik különböző időigényű elhelyezése, valamint az utas és biztonsági ellenőrzések körülményes volta mind azt mutatták, hogy a terv halálra van ítélve. Egyes vélemények szerint a terv átgondolatlansága is közrejátszott a kudarcban.
1985-ben még bemutatkozott az Ikarus APRON 692.03 jelű busz, ami már nem volt a szó klasszikus értelmében vett PALT busz, mivel hiányoztak belőle a csomagszállításra szolgáló poggyászterek, inkább szintén reptéri kiszolgálójárművekre hasonlított. A csomagtér helyére került az utastér, emiatt lehetőség volt a kétirányú járművet alacsony padlósra kialakítani. A busz hasonlóan a 692.01-eshez négy darab, de kormányozható tengellyel rendelkezett, melyeknek köszönhetően kiváló manőverező képességei voltak. Ennek a típusnak a beszállóhídja már nem képezte a karosszéria részét, az teljes egészében a homlokfal és az elülső tetőtér burkolata alá került, melyet a burkolatok felemelésével lehetett a buszból kiemelni.
A PALT tervét a felmerült nehézségek miatt végül 1986-ban szüntették meg, a buszok sem kerültek soha sorozatgyártásra, bár sok szakmai kiállítást megjártak, de végül csupán mementói lettek az Ikarus egy érdekes kísérleti korszakának. Az Ikarus 695.02 magántulajdonba kerülve még sokáig hevert romos állapotban egy telephelyen. Ez utóbbi busz 2020-ban került a magyar légiközlekedés múltjának légi és földi járműveit bemutató Aeropark birtokába, ami támogatást kér a busz felújításához.